# Tout l'univers
Tout l'univers è un singolo del cantante svizzero Gjon's Tears, pubblicato l'11 marzo 2021 come primo estratto dal primo album in studio The Game.
Il brano è stato selezionato per rappresentare la Svizzera all'Eurovision Song Contest 2021.

## Descrizione
Gjon's Tears era stato inizialmente selezionato internamente per rappresentare il suo paese all'Eurovision Song Contest 2020 con la canzone Répondez-moi, prima della cancellazione dell'evento. A marzo 2020 l'emittente radiotelevisiva SRG SSR l'ha riconfermato per l'edizione eurovisiva successiva. Tout l'univers, il nuovo brano eurovisivo del cantante per il palco di Rotterdam, è stato presentato alle 16:00 CET il 10 marzo 2021 ed è stato pubblicato sulle piattaforme digitali il giorno seguente. Nel maggio successivo, dopo essersi qualificato dalla seconda semifinale, Gjon's Tears si è esibito nella finale eurovisiva a Rotterdam, dove si è piazzato al 3º posto su 26 partecipanti con 432 punti totalizzati, regalando alla Svizzera il suo primo podio dall'edizione del 1993.

## Tracce
Testi e musiche di Gjon Muharremaj, Wouter Hardy, Nina Sampermans e Xavier Michel.
1. Tout l'univers – 3:04

## Classifiche
| Classifica (2021) | Posizione massima |
| ----------------- | ----------------- |
| Austria           | 68                |
| Belgio (Fiandre)  | 50                |
| Finlandia         | 5                 |
| Germania          | 86                |
| Grecia            | 27                |
| Irlanda           | 52                |
| Islanda           | 13                |
| Lituania          | 9                 |
| Norvegia          | 36                |
| Paesi Bassi       | 16                |
| Portogallo        | 118               |
| Regno Unito       | 93                |
| Svezia            | 21                |
| Svizzera          | 1                 |